# Dragons Rioting
Dragons Rioting (ドラゴンズ・ライデン, Doragonzu Raiden, Lit. A Revolta dos Dragões) é uma série de manga japonesa criada e ilustrada por Tsuyoshi Watanabe. Está em publicação desde 9 de novembro de 2012 pela revista Gekkan Dragon Age da editora Fujimi Shobō.

## História
Aos 6 anos de idade, Rintaro Tachibana é diagnosticado padecer da Síndrome Henisei Tashū Ijō, também chamada Síndrome Hentai, uma doença rara que pode levar à morte se o portador se sentir sexualmente estimulado. Por conta disso, o pai de Rintaro o levou para as montanhas para treiná-lo por 10 anos nas técnicas do estilo de artes marciais Ryuha Koei Sogetsu, para manter uma mente limpa, silêncio e um coração sereno.
Terminado seu treinamento, Rintaro jura a seu pai que nunca deixará uma mulher tocá-lo e que permanecerá virgem para sempre. Para manter seu objetivo, o rapaz se inscreve na Escola Nangokuren, supostamente a maior escola só para garotos do Japão. Contudo, ao chegar lá, Rintaro descobre que a escola é justamente o oposto: Nangokuren era a maior escola só para garotas do país, até recentemente se tornar uma escola mista. Ainda assim, 99% dos alunos são garotas. Além disso, a academia é regida pela Lei da Natureza, sendo assolada por lutas constantes entre alunas.
Facções divididas entre as três alunas mais fortes da escola, intituladas Dragões, brigam pela hegemonia na Nangokuren. Vendo no que se meteu, Rintaro quer preparar sua transferência imediatamente, mas a tarefa se torna impossível no momento em que as Dragões notam suas habilidades.

## Personagens

### Protagonistas
Rintarō Tachibana (立花 リンタロー, Tachibana Rintarou)
O herói e protagonista masculino. Ao ser diagnosticado com a Síndrome Hentai aos 6 anos, é levado pelo pai para treinar nas montanhas e aprender o Ryuha Koei Sogetsu, sempre recitando o mantra: "Mente limpa, silêncio e coração sereno".
Tendo dominado o estilo marcial aos 16 anos, se inscreve como primeiranista na Escola Nangokuren pensando ser só para garotos, mas descobre ser uma academia só para garotas que há pouco passou a aceitar rapazes.
Rintaro, que procura evitar qualquer contato feminino, usa suas técnicas de luta das formas mais versáteis e bizarras possíveis, para escapar de qualquer situação potencialmente erótica, por menor que seja. Por causa do treinamento árduo, possui habilidades equivalentes ou mesmo superiores às Dragões, que acabam interessadas nele, cada uma por um motivo.
Já no primeiro capítulo é dito que Rintaro será o quarto Dragão, conhecido como Itenryū (閃星竜, Itenryuu, Lit. Dragão Celestial).
Ayane (アヤネ)
Uma das protagonistas femininas. É uma primeiranista na Nangokuren, bem como um dos Dragões, intitulada Senseiryū (閃星竜, Senseiryuu, Lit. Dragão da Estrela Cadente), tendo a velocidade como ponto forte. Líder da facção Ryōzenpaku, quer pôr um fim nas regras atuais da escola, que ditam que os fortes governam, desconsiderando os fracos. No primeiro capítulo, enfrenta Kyouka, outra Dragão, para provar seu ponto, mas se mostra incapaz de vencer, até Rintaro inadvertidamente parar o conflito. Impressionada com a força dele, Ayane passa a incomodá-lo constantemente para que ele lhe aceite como discípula. Tem grande consideração pela capacidade do relutante Rintaro, que a aceita como aprendiz.
Kyōka Kagamīn (神咬院 キョーカ, Kagamiin Kyouka)
Outra das protagonistas femininas, é uma terceiranista que atende pelo título de Kōgōryū (煌剛竜, Kougouryuu, Lit. Dragão da Força Reluzente), com a força como sua marca registrada. Uma fanática por batalhas, Kyouka abraça a Lei do mais Forte na Nangokuren, sempre mostrando um sorriso largo e sádico, além de um comportamento delinquente, se referindo aos seus oponentes como "refeições". É a Dragão mais poderosa por uma pequena margem. Passa a considerar Rintaro "a melhor das refeições" e quer muito uma luta séria com ele. Possui um lado prendado e gentil que só suas amigas próximas e Rintaro conhecem.
Rino (リノ)
A terceira protagonista feminina, é a Dragão segundanista que atende por Ransuiryū (嵐翠竜, Ransuiryuu, Lit. Dragão da Tempestade Esmeralda), com seu forte sendo a técnica. Irmã caçula da antiga Dragão mais forte, em algum ponto antes da história, Rino se tornou fria e calculista, jurando conquistar a supremacia na Nangokuren e superar sua irmã por qualquer meio necessário. De início, vê Rintaro como um encrenqueiro e usa de subalternas e artimanhas para livrar-se dele, sem sucesso. Só quando ele derrota Meru, ela passa a vê-lo com outros olhos e o quer como sua "propriedade", para avançar seus planos de dominar a escola.

## Secundários/outros personagens

### Ryozenpaku
A facção de primeiranistas de Ayane, que partilha de seu ideal de proteger os fracos. Não hostilizam Rintaro (geralmente) por causa de Ayane, mas não fica claro se o veem como amigo.
Makoto (マコト)
Co-líder da facção, é uma garota rígida que porta uma lança. Adora banhos e derramar mesmo uma gota de suor já é motivo para se lavar.
Keiko (ケイコ)
Segunda co-líder da facção, uma garota alegre que prefere deixar os punhos falarem. Tem por hábito fazer uma refeição por hora, portanto, está sempre comendo.
Shiryū Choo (支流超, Shiryuu Choo)
Colega de classe de Rintaro e Ayane, é sarcástica, provocadora e confiante. É fã de Jet Li e tem um pequeno atrito com Rintaro, por achar que ele é adepto do estilo de Jackie Chan.
Iori (イオリ, Iori)
Amiga de infância de Ayane, as duas romperam a amizade quando a última fugiu do Clã Asahinata, um clã de assassinos do qual ambas faziam parte. Veio com Saizo para buscá-la e, ao ser derrotada por Ayane, fizeram as pazes. É muito apegada a Ayane e, mesmo Rintaro sendo responsável por elas terem se reunido, faz o possível para deixá-lo longe da amiga.

### Segundanistas
A facção de Rino. Como sua líder, são muito organizadas e quase todas usam óculos.
Shu
Secretária e braço direito de Rino, está sempre colhendo dados em seu tablet. Seu estilo de luta é desconhecido.
Megu
Braço esquerdo de Rino, é combativa e esquentada. Suas armas são um par de tonfas.
Ryoko
Não se sabe muito sobre ela. Usa nunchakus.
Iyo
Uma ninja especializada em disfarce e camuflagem, luta usando fios cortantes. Não gosta de ser vista sem sua máscara, especialmente por um homem.

### Terceiranistas
A facção de Kyouka. Como ela, são focadas em força.
Kako (カコ)
Apelidada de  Zankōtei  (斬鋼帝, Zankōtei, Lit. Imperatriz do Aço Cortante), é amiga de infância de Kyouka e especialista em espada. Usa um tapa-olho, não por ter perdido um olho, mas porque Meru a derrotou em um jogo.
Chiyoko (チヨコ)
A "Força Imbatível" da facção, é uma garota preguiçosa que está sempre usando roupas de ginástica.
Misa
A "Gloriosa Flor da Arquearia", é outra das aliadas de Kyouka, sendo adepta do arco-e-flecha. Como Meru, tem um físico infantil apesar de ter 18 anos. É desastrada, mas muito educada.
Honori
Chefe do Clube de Torcida da Nangokuren, é outra amiga de infância de Kyouka. Bastante animada, está sempre gritando em vez de falar. Simpatiza com Rintaro e sua tentativa de criar um consenso entre as Dragões.

### Esquadrão Disciplinar
Um grupo dentro da escola que tratava de castigar quem quebra as regras, mas que ía muito além, mesmo extorquindo tanto dinheiro quanto possível dos "culpados". Quando foi descoberto que não passava de uma fachada pra a que sua presidente, Asuna, se promovesse e manipulasse os outros, além de ser subordinada de Rino, foi debandado após as membros serem desmascaradas e derrotadas por Rintaro e Ayane.
Asuna (アスナ)
Segundanista apelidada de  Tenkōfū  (天公風, Tenkōfū, Lit. O vento que Governa o Céu), Asuna foi presidente do Esquadrão Disciplinar e usava uma máscara de benevolência e bondade para conquistar a confiança dos outros, além de posar como uma ídolo para os fãs que reuniu. Sua verdadeira personalidade é egoísta, manipuladora e rancorosa, sempre pronta a tirar proveito de quem for inocente o suficiente para acreditar nela. Após ser derrotada por Ayane e com o fim do Esquadrão, logo procura vingança. Admira Rino e quer muito chamar sua atenção. Usa correntes como armas.
Rurina
Chamada de Chikōfū (Lit. O Vento que Governa a Terra), é uma primeiranista que, junto com sua irmã gêmea Rumina, é leal a Asuna. Derrotada por Rintaro e debandado o Esquadrão, Rurina desenvolveu uma queda pelo rapaz e passa boa parte de seu tempo pensando em maneiras inconvencionais de se declarar. Como a maioria delas envolve apelo sexual e ela não sabe da doença que aflige Rintaro, sempre acaba "derrotada" por um dos ataques do garoto. Usa uma espada e uma fita branca no cabelo.
Rumina
Primeiranista, a Jinkōfū (Lit. O Vento que Governa as Pessoas), junto com sua irmã Rurina, serve a Asuna lealmente, mesmo após o Esquadrão Disciplinar ser desfeito. Não difere muito de Rurina, exceto por não estar apaixonada por Rintaro, usar uma fita preta no cabelo e ter sua franja cobrindo o olho esquerdo (a de Rurina cobre o direito)

### Outros
Kentaro Tachibana (立花 ケンタロー)
O pai de Rintaro e um mestre na arte do Ryhua Koei Sougetsu. Apesar da aparência robusta, é um homem afetuoso que treinou o filho com rigor por 10 anos, com o propósito de controlar sua doença. Kentaro tem orgulho da determinação de Rintaro, e sua personalidade forte e correta é uma grande inspiração para o filho. Com exceção da Síndrome Hentai, ambos possuem muitos traços em comum.
Kousuke & Tamao
Os primeiros amigos de Rintaro na escola, ironicamente, são uma dupla de pervertidos. Aproveitam qualquer situação em que garotas apareçam de modo desconcertante. Apesar disso, se mostram amigos genuínos.
Okina
Professora da classe de Rintaro e Ayane. Uma jovem adulta de postura séria, mas fica excitada toda vez que fala sobre juventude para suas alunas.
Meru Hatenko (破天虎 メル, Hatenko Meru)
Ex-terceiranista da Nangokuren, é melhor amiga e antiga arqui-rival de Ren. Apelidada de Tigre Hatenko (破天虎, Byako Hatenko, Lit. O Tigre que rasga os Céus) Meru disputava o topo da escola com Ren até que, empatando na luta final, se tornaram amigas. Ren incumbiu Meru com o "Pacto de Hagen", uma promessa para evitar que Rino termine como a irmã, caso continue a ter sede de poder.
Conheceu Rintaro em um fliperama e, por parecer uma criança, ele a julgou inofensiva para sua doença. Ambos se tornaram amigos bem depressa e, depois de atritos rápidos com Rino, Meru confiou o bastante em Rintaro para explicar seu sonho de sair da escola para trabalhar testando games, além de passar o Pacto de Hagen a ele. Os dois medem forças na Cerimônia Batsuzangaisei e, derrotando a garota, Rintaro aceita a tarefa. De disposição alegre e brincalhona, Meru é genuinamente a primeira menina com quem Rintaro faz amizade espontaneamente e sua força inspira cautela até nas Dragões.
Kito (キト)
Um hamster ruivo mascote de Meru, é deixado com Rintaro quando a dona vai embora da academia. É bastante amigável, mas pode ficar sério se a situação exigir.
Erin
Chamada de "Corvo Negro", é uma terceiranista amiga de Meru e não se associa a quaisquer das Dragões. Especialista em reunir informação, é uma garota gótica de olhar frio que fala pouco, e quando fala, o faz cochichando ao ouvido da pessoa. Assim como Kito, é "deixada" com Rintaro, apesar dele próprio entender que Erin o está vigiando para Meru.
Marokichi
Um primeiranista da Nangokuren que sofre de uma doença similar a de Rintaro, Marokichi é afligido pela Síndrome Gachimuchi, uma doença que dilata seus músculos e o transforma em um monstro sempre que se sente sexualmente estimulado. Partilhando seus problemas mútuos quanto às suas condições e a convivência com as garotas da escola, Marokichi e Rintaro formam uma grande amizade. Tímido, porém bondoso, o garoto termina usado por Asuna para que esta se vingue de Ayane e Rintaro, mas é impedido pelos dois.
Ren (蓮, Ren)
Possuidora do título de  Gentōryū  (嚴濤竜, Gentoryu, Lit. Dragão da Onda Destruidora), é ex-terceiranista da Nangokuren, ex-rival de Meru, bem como irmã mais velha de Rino. Também chamada de Dragão Lendário, Ren quase chegou ao topo da escola, mas ao empatar com Meru em seu último ano e sem nunca ter conseguido derrotá-la, se tornaram amigas. Também responsável direta por Kyouka ser o que é hoje, Ren não entende como Rino se tornou fria e ambiciosa e, por estar deixando a academia para fazer faculdade de moda, forma o Pacto de Hagen com Meru, para garantir que Rino não se perca. Ao saber que sua melhor amiga transferiu a responsabilidade para Rintaro, a ex-Dragão volta à Nangokuren para conhecê-lo, e vendo-o em ação, aprova a decisão de Meru.
Séria e estoica, Ren tem o hábito de se despir toda vez que suas roupas sofrem os menores arranhões, trocando para vestes novas. É também péssima em lidar com homens, pois acha que todos estão tentando flertar com ela, algo que considera indecente, portanto, evita olhar qualquer homem nos olhos. Isso muda com Rintaro, de forma que Meru brinca sobre Ren ter, enfim, encontrado alguém que atende seus padrões, o que deixa a Dragão Lendária nervosa e envergonhada.
Saizo (サイゾー, Saizo)
Ex-amigo de infância de Ayane e membro do Clã Asahinata, parece descontraído e relaxado, mas esconde uma natureza cruel e sanguinária, disposto a cometer qualquer atrocidade por poder. Vem para levar Ayane de volta ao clã, mas cede à proposta de Rintaro de fazê-lo só se ela perder para Iori. Como as duas acertam suas diferenças, Saizo decide matá-las, mas Rintaro se opõe. Também foi o primeiro oponente contra o qual Rintaro precisou de todas as forças para conseguir empatar.